# Charles FitzGerald, 4.º Duque de Leinster
Charles William FitzGerald, 4.º Duque de Leinster (30 de março de 1819 – 10 de fevereiro de 1887), intitulado Marquês de Kildare até 1874, foi um anglo-irlandês nobre e político.

## Vida, carreira e morte
Leinster nasceu em Dublin, Irlanda. Era filho de Augustus FitzGerald, 3.º Duque de Leinster e de Charlotte Augusta Stanhope, filha de 3.º Conde de Harrington.
Foi High Sheriff de Kildare em 1843 e Membro do Parlamento por Kildare de 1847 a 1852. Em 1870, recebeu um assento na Câmara dos Lordes como Barão Kildare, no Pariato do Reino Unido; sucedeu ao seu pai como Duque em 1874. Ao herdar os títulos, também recebeu 73.000 acres nos condados de Kildare e Meath.
Faleceu em Carton House, em 1887.

## Casamento e descendência
Leinster casou-se com Caroline Sutherland-Leveson-Gower (15 de abril de 1827 - Castelo de Kilkea, 13 de maio de 1887), filha do Duque e da Duquesa de Sutherland, em 12 ou 13 de outubro de 1847 em Trentham, Staffordshire, Inglaterra. Tiveram 15 filhos:
- Geraldine FitzGerald (c. 1848 – 15 de novembro de 1867);
- Mabel FitzGerald (c. 1849 – 13 de setembro de 1850);
- Gerald FitzGerald, 5.º Duque de Leinster (16 de agosto de 1851 – 1 de dezembro de 1893);
- Maurice FitzGerald (Carton, 16 de dezembro de 1852 – Castelo de Johnstown, 24 de abril de 1901), casou-se em Longford em 13 de abril de 1880 com Lady Adelaide Forbes (Dublin, 21 de agosto de 1860 – 18 de novembro de 1942), filha de O Conde de Granard;
- Alice FitzGerald (Carton, 12 de dezembro de 1853 – 16 de dezembro de 1941), casou-se em Carton House em 2 de maio de 1882 com Sir Charles John Oswald FitzGerald (1840–1912); a sua filha Mabel foi posteriormente alegada como esposa secreta de Alfredo, Príncipe Herdeiro de Saxe-Coburgo-Gota;
- Eva FitzGerald (Castelo de Kilkea, 11 de janeiro de 1855 – 13 de fevereiro de 1931), solteira e sem descendência;
- Mabel FitzGerald (Castelo de Kilkea, 16 de dezembro de 1855 – 8 de dezembro de 1939), solteira e sem descendência;
- Frederick FitzGerald (18 de janeiro de 1857 – 8 de março de 1924), solteiro e sem descendência;
- Walter FitzGerald (22 de janeiro de 1858 – 31 de julho de 1923), Capitão dos 60th Rifles,[3] antiquário;[4] solteiro e sem descendência;
- Charles FitzGerald (Castelo de Kilkea, 20 de agosto de 1859 – 28 de junho de 1928), casou-se em Calcutá em 21 de novembro de 1887 com Alice Sidonia Claudius (falecida em julho de 1909);
- George FitzGerald (16 de fevereiro de 1862 – 23 de fevereiro de 1924);
- Henry FitzGerald (Castelo de Kilkea, 9 de agosto de 1863 – 31 de maio de 1955), casou-se em Taplow em 21 de janeiro de 1891 com Inez Charlotte Grace Boteler (Taplow, 18__ - 1967);[5]
- Nesta FitzGerald (Castelo de Kilkea, 5 de abril de 1865 – 7 de dezembro de 1944), solteira e sem descendência;
- Margaret FitzGerald (c. 1866 – 26 de outubro de 1867);
- Robert FitzGerald (23 de dezembro de 1868 – 23 de dezembro de 1868).

## Obras
- The Earls of Kildare and their Ancestors: From 1057 to 1773. Hodges, Smith & Co., Dublin 1858.